# Alcañizo
Alcañizo é um município da Espanha na província de Toledo, comunidade autónoma de Castilla-La Mancha, de área 13,64 km² com população de 314 habitantes (2004) e densidade populacional de 23,02 hab/km².

## Demografia
| Variação demográfica do município entre 1991 e 2004 | Variação demográfica do município entre 1991 e 2004 | Variação demográfica do município entre 1991 e 2004 | Variação demográfica do município entre 1991 e 2004 |
| --------------------------------------------------- | --------------------------------------------------- | --------------------------------------------------- | --------------------------------------------------- |
| 1991                                                | 1996                                                | 2001                                                | 2004                                                |
| 369                                                 | 351                                                 | 319                                                 | 314                                                 |